# Francis Davis Millet
Pour les articles homonymes, voir Millet.
Francis Davis Millet (3 novembre 1846 - 15 avril 1912) est un peintre, graveur et essayiste américain. Après avoir mené une carrière de médecin dans l'armée au cours de la Guerre de Sécession, il devient reporter, puis peintre en Europe. Reconnu par ses pairs et promu à des postes prestigieux, il est également homme de lettres. Ami du major Archibald Butt, aide de camp des présidents Roosevelt et Taft, Millet l'accompagne lors d'un voyage en Europe qui se termine par une traversée de retour à bord du prestigieux Titanic. Le 15 avril 1912, Millet et son ami meurent lors du naufrage du paquebot.

## Biographie

### Jeunesse
Francis Davis Millet est né à Mattapoisett dans le Massachusetts le 3 novembre 1846. À seize ans, il entre dans le régiment du Massachusetts, tout d'abord comme tambour, puis comme assistant chirurgien (aidant son père lui-même chirurgien) dans la Guerre civile américaine. Il fait des études brillantes à l'Université Harvard avant de travailler comme reporter et éditeur pour le Boston Courier, puis comme correspondant pour l'Advertiser à la Philadelphia Centennial Exposition.

### Carrière

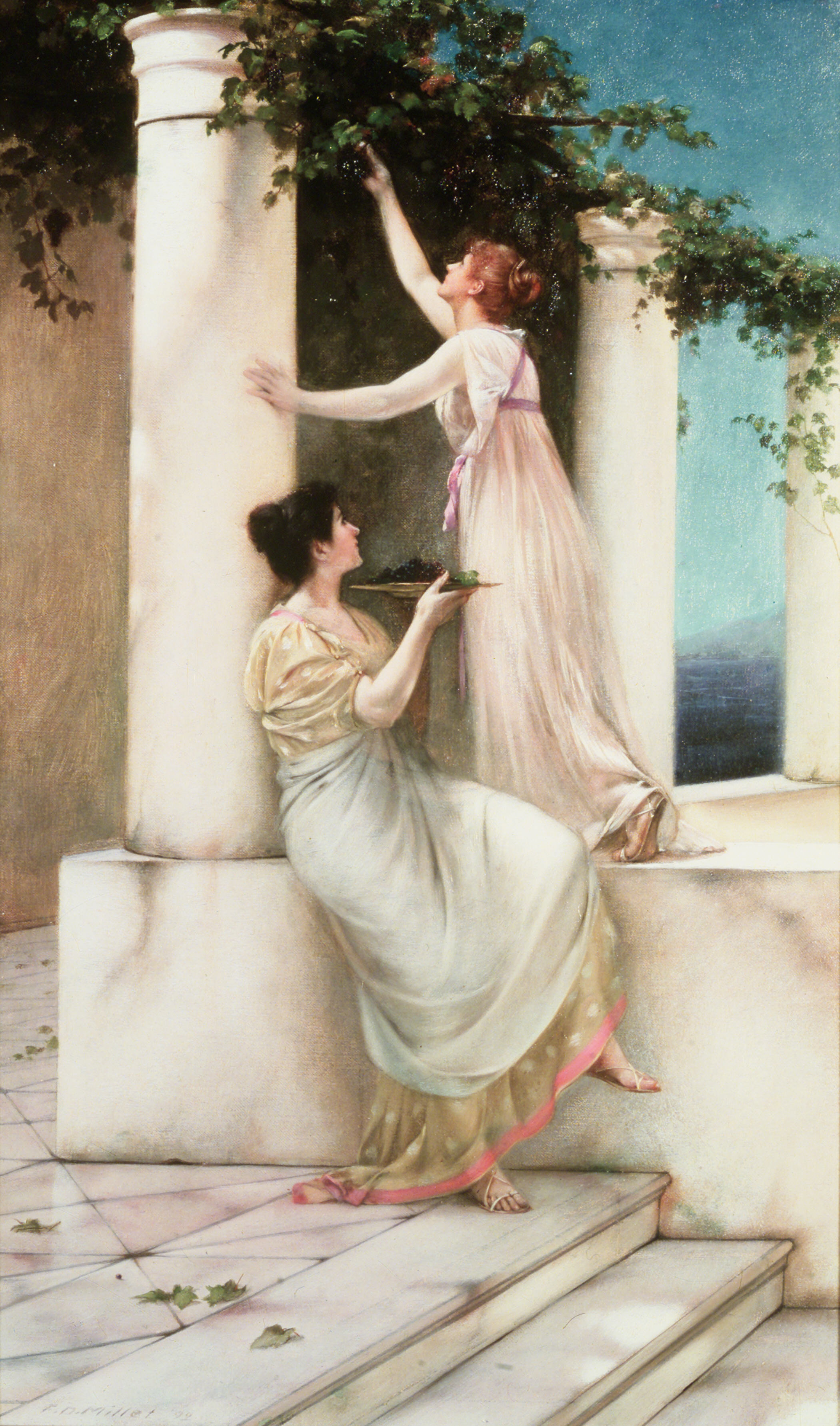
An Autumn Idyll, de Millet (1892).

Simple passe-temps au début de sa vie, la peinture prend rapidement une place importante dans les activités de Millet. Au début des années 1870, il possède un studio à Rome, puis s'installe à Venise au milieu de cette même décennie. Il y vit avec Charles Warren Stoddard, un célèbre reporter américain. L'historien Jonathan Ned Katz a présenté des lettres échangées entre les deux hommes suggérant une relation romantique et intime et une vie de bohème commune.
En 1876, Millet part à Boston pour participer à la décoration de la Trinity Church avec John LaFarge. Il entre à l'Académie royale des Beaux-Arts d'Anvers en Belgique, et gagne une médaille d'argent pour sa première année (ce qui ne s'était jamais vu), puis une médaille d'or dans la seconde. Durant la guerre russo-turque de 1877-1878, il est engagé comme correspondant pour le New York Herald, le Daily News et le Graphic de Londres. Il est récompensé par la Russie et la Roumanie pour sa bravoure et son aide aux blessés.
En tant que classiciste américain, Millet est ami avec Augustus Saint-Gaudens et Mark Twain, les deux étant présents à son mariage avec Elizabeth Merril à Paris ; Twain est même son garçon d'honneur. Il est également ami avec l'artiste impressionniste John Singer Sargent, qui utilise souvent sa fille Kate comme modèle, et avec la famille Huxley.
Millet devient membre de la Société des Artistes américains en 1880, et est élu en 1885 membre de l'Académie nationale de dessin de New York, et vice-président du comité des Beaux-Arts. Il est également fidéicommissaire du Metropolitan Museum of Art, et siège au comité du conseil de la National Gallery of Art. Il est directeur de la décoration durant l'Exposition universelle de 1893 à Chicago. Millet travaille sur nombre d'expositions mondiales à Vienne, Chicago, Paris, Tokyo, etc. Il est également l'un des fondateurs de la School of the Museum of Fine Arts de Boston, et participe aux débuts de la Fédération américaine des Arts.
Millet est également homme de lettres et traduit les œuvres de Tolstoï. Il écrit également des essais et nouvelles, dont Capillary Crime and Other Stories (1892) et Expedition to the Philippines (1899). Il est élu membre de l'American Academy of Arts and Letters et membre honoraire de l'American Institute of Architects.
En 1907, Millet conçoit la Médaille de la Guerre Civile à la demande de l'armée américaine.

### Mort

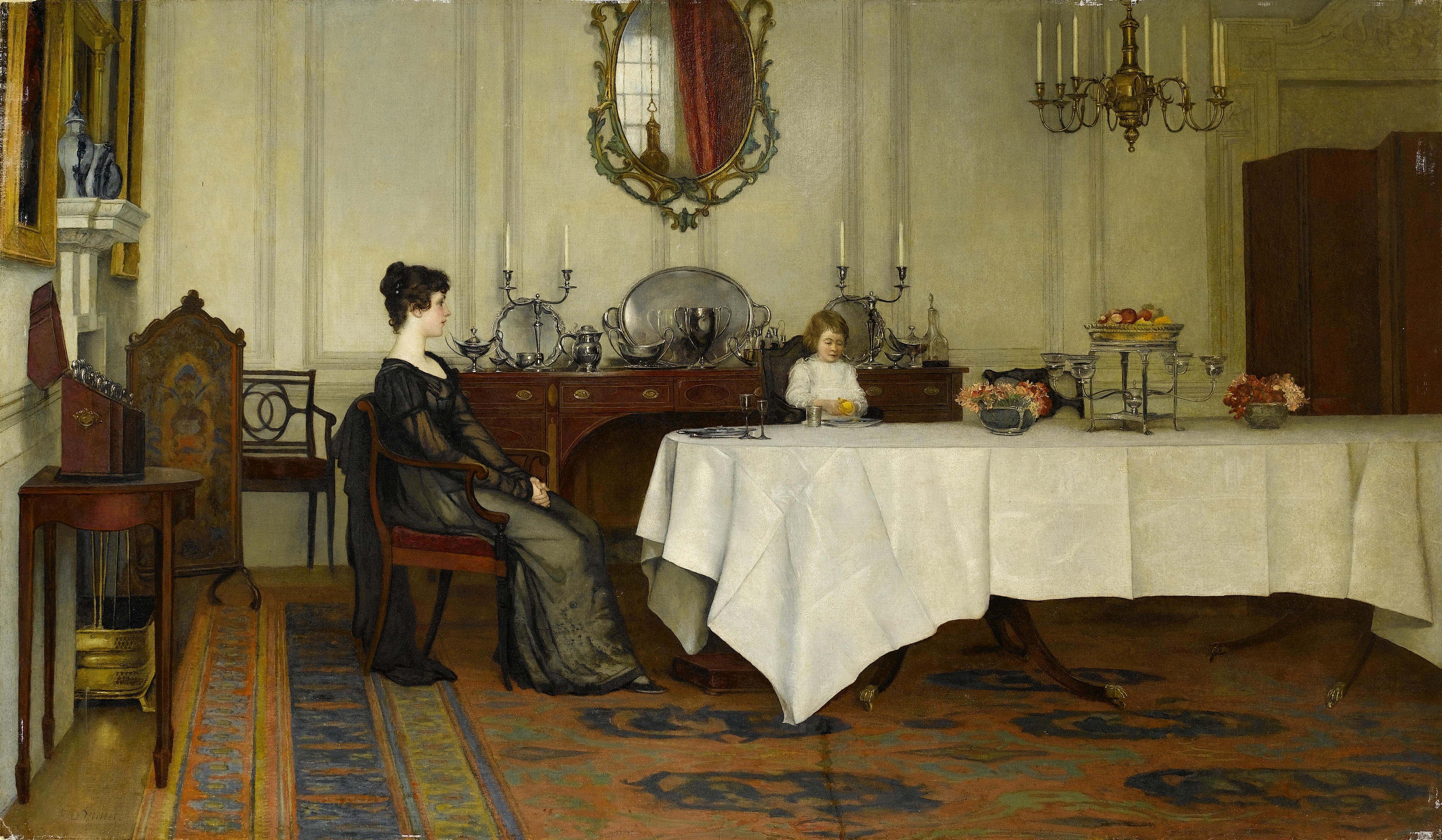
Le Veuve, Francis Davis Millet, 1891.

Le 10 avril 1912, Millet embarque sur le RMS Titanic à Cherbourg pour rejoindre New York après un voyage à Rome. 
Le RMS Titanic, navire heurte un iceberg sur tribord avant le 14 avril 1912 à 23 h 40 et coule en moins de trois heures, à 2 h 20. Entre 1 490 et 1 520 personnes périssent, ce qui fait de ce naufrage l'une des plus grandes catastrophes maritimes en temps de paix et la plus meurtrière pour l'époque. De nombreuses personnalités décèdent durant le naufrage, parmi lesquelles Benjamin Guggenheim, Francis Davis Millet et John Jacob Astor.
Lors du naufrage, on le voit pour la dernière fois plaçant des femmes et enfants en sécurité dans les canots. Son corps est retrouvé par le câblier Mackay-Bennett et ramené à East Bridgewater (Massachusetts) où il est enterré au cimetière central.
En 1913, une fontaine est érigée à Washington en l'honneur de Millet et de son ami Archibald Butt.